# Inconformismo anglicano
Inconformistas («nonconformists», en inglés) es el apelativo que reciben los miembros puritanos integrados en la Iglesia anglicana. A pesar de su pertenencia a esta Iglesia, no aceptan todos sus preceptos.
Su identidad como grupo se remonta al reinado de Isabel I de Inglaterra. En ese tiempo los cristianos protestantes británicos se agruparon en dos grandes grupos, llamados high church y low church. Los cristianos de la low church, influenciados por el calvinismo, era un grupo heterogéneo. Los puritanos que lo integraban se negaron a aceptar todas las prácticas estipuladas en el Acta de Uniformidad anglicano, germen del Libro de Oración Común publicado en 1559.